# Суперкубок России по баскетболу среди женщин
Суперкубок России — соревнование по баскетболу среди женских команд, состоящее из одного матча, в котором играют чемпион России и обладатель Кубка России предыдущего сезона.

## История
Первый матч за Суперкубок РФБ состоялся 24 февраля 2021 года во Дворце спорта УГМК в Верхней Пышме. В этой игре екатеринбургский УГМК (чемпион России 2019/2020) победил оренбургскую «Надежду» (обладатель Кубка России 2020/2021) со счётом 93:68. Почётный трофей первому победителю Суперкубка РФБ вручил президент Российской федерации баскетбола Андрей Кириленко.
Второй матч за Суперкубок РФБ прошёл 30 октября 2022 года в Спортивно-концертном комплексе в Курске. В этом матче УГМК (серебряный призёр чемпионата России 2021/2022) выиграл у курского «Динамо» (чемпион России 2021/2022 и обладатель Кубка России 2021/2022) со счётом 78:74.

## Победители и призёры
| Сезон          | Место проведения турнира | Финал  | Финал      | Финал          |
| Сезон          | Место проведения турнира | Золото | Счёт       | Серебро        |
| -------------- | ------------------------ | ------ | ---------- | -------------- |
| 2021 Подробнее | Верхняя Пышма            | УГМК   | 93:68      | Надежда        |
| 2022 Подробнее | Курск                    | УГМК   | 78:74 (ОТ) | Динамо (Курск) |
| 2023 Подробнее | Екатеринбург             | УГМК   | 58:50      | Динамо (Курск) |
| 2024 Подробнее | Сыктывкар                | УГМК   | 73:69      | Ника           |

## Количество титулов
| Клуб           | Золото                     | Серебро        |
| -------------- | -------------------------- | -------------- |
| УГМК           | 4 (2021, 2022, 2023, 2024) | —              |
| Динамо (Курск) | —                          | 2 (2022, 2023) |
| Надежда        | —                          | 1 (2021)       |
| Ника           | —                          | 1 (2024)       |